# Tarco Huaman
Tarco Huaman era fill de Mayta Cápac i la seua coya Mama Tancaray. Segurament assumí la prefectura dels inques. El seu regnat fou breu: el va enderrocar Cápac Yupanqui.

## Família
Tarco Huaman era fill de l'inca Mayta Cápac, net de Lloque Yupanqui i cosí de Cápac Yupanqui.

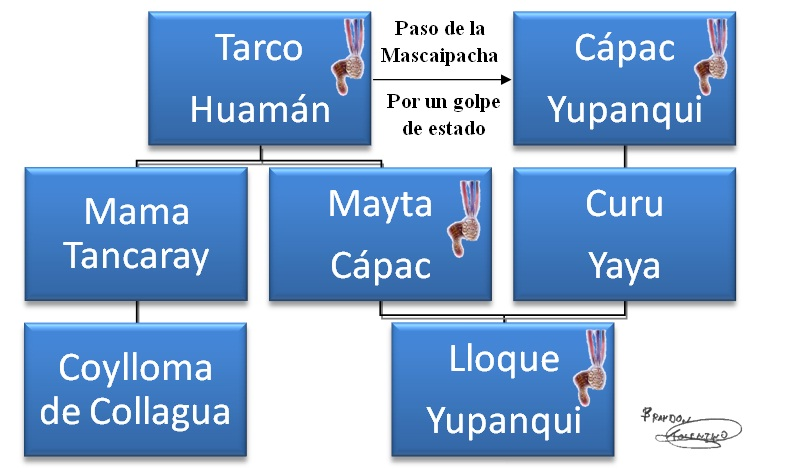
Família de Tarco Huaman

## Vida
Tarco Huaman fou fruit d'una aliança entre Collaguas i els inques. Era fill predilecte de l'inca, i pujà al tron després de la mort de son pare.
El seu govern no durà massa, perquè fou enderrocat pel seu cosí Cápac Yupanqui. La primera acció d'aquest nou inca fou matar nou germans de Tarco i a la resta els va fer jurar lleialtat per assegurar-se així el tron.
En esclatar la guerra contra els cuyos (Cuyumarca) dels Andes, Cápac Yupanqui li va manar a un curaca que li portés ocells; i aquest va desertar. En acabar la guerra, l'inca envià a Tarco de governador a aquest lloc amb l'encàrrec d'enviar-li “mil gàbies d'ocells dels Andes i de la Puna”.